# Jacobus di Liegi
Jacobus di Liegi, anche Jacobus Leodiensis o Jacques de Liège (1260 circa – dopo il 1330), è stato un compositore fiammingo, vissuto fra la fine del XIII e il XIV secolo.

## Biografia
Le notizie sulla sua vita sono quasi inesistenti. Si presume che abbia scritto il trattato di teoria musicale Speculum musicae (Specchio musicale), nel corso del secondo venticinquennio del XIV secolo.
Questo è il più grande trattato musicale del medioevo che sia giunto ai nostri giorni. Esso venne in precedenza attribuito a Johannes de Muris, ma oggi sembra che esso sia stato scritto da qualcuno di nome Jacobus, che era probabilmente nato nella diocesi di Liegi, prima di recarsi a studiare a Parigi verso la fine del XIII secolo, e che tornò poi a Liegi per completare gli ultimi due libri del suo trattato in sette volumi, Speculum musicae.

## Speculum musicae
Lo Speculum è un'opera enciclopedica in sette volumi. I volumi da 1 a 5 sono dei trattati di teoria musicale dedicati alla musica speculativa. Gli ultimi due volumi, si occupano dell'esecuzione musicale, mettendo la pratica esecutiva sotto la lente d'ingrandimento.
- Il primo volume tratta delle basi della teoria per far comprendere le consonanze musicali. Nel corso del libro fa riferimento a Boezio, Isidoro di Siviglia, Guido d'Arezzo, Aristotele, Platone e Petrus Comestore. Il volume termina con un capitolo sulla teoria dell'armonia di Pitagora.
- Il secondo volume tratta delle consonanze e precisamente del monocordo. I differenti intervalli sono trattati in proprie sezioni distinte.
- Il terzo libro tratta esclusivamente i rapporti fra musica e matematica, occupandosi di proporzioni ed intervalli.
- Il quarto volume si occupa delle consonanze e la rapporta fra di loro. Tratta anche delle cadenze e delle consonanze imperfette.
- Nel quinto libro si occupa di tre diversi tipi di tetracordo e confronta il tetracordo con l'esacordo di Guido d'Arezzo.
- Nel sesto libro tratta del canto gregoriano nella liturgia, ma anche di notazioni e del repertorio.
- Nel settimo ed ultimo volume tratta della notazione mensurale. Egli difende l'Ars antiqua senza condannare l'Ars nova.